# Ворд (Арканзас)
Ворд (енгл. Ward) град је у америчкој савезној држави Арканзас.

## Демографија
По попису из 2010. године број становника је 4.067, што је 1.487 (57,6%) становника више него 2000. године.
| Група             | 2000.         | 2010.         |
| Белци             | 2.468 (95,7%) | 3.736 (91,9%) |
| Афроамериканци    | 5 (0,2%)      | 44 (1,1%)     |
| Азијати           | 10 (0,4%)     | 23 (0,6%)     |
| Хиспаноамериканци | 50 (1,9%)     | 125 (3,1%)    |
| Укупно            | 2.580         | 4.067         |